# William R. Muehlberger

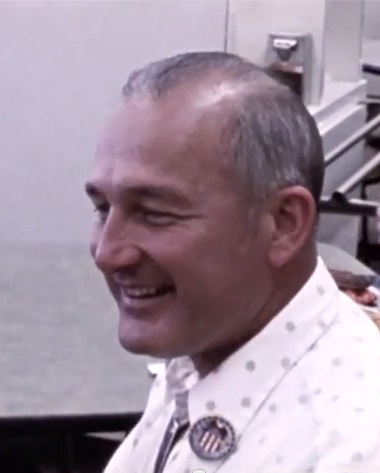
William Rudolf Muehlberger 1972

William Rudolf Muehlberger (* 26. September 1923 in New York City; † 14. September 2011) war ein US-amerikanischer Geologe.
Muehlberger wuchs in Hollywood auf. Er studierte ab 1941 am Caltech Geologie. Im Zweiten Weltkrieg wurde er 1943 vom US Marine Corps zum Studium des Bauingenieurwesens an die University of California, Berkeley, geschickt, brach aber 1944 ein Semester vor dem Abschluss ab und setzte 1946 sein Studium am Caltech fort. 1949 erhielt er seinen Bachelor- und Masterabschluss und wurde 1954 promoviert. Im selben Jahr ging er an die University of Texas at Austin, an der er Professor wurde (mit mehreren benannten Lehrstühlen). Er emeritierte 1992. 1962 bis 1966 war er Direktor des Crustal Studies Laboratory und 1966 bis 1970 Department-Vorstand.
1970 bis 1973 war er beurlaubt, als er bei der NASA Principal Investigator für Feldgeologie bei den Missionen Apollo 16 und 17 war. Er war für die Auswahl des Landungsorts, das geologische Training der Astronauten und die Fundauswertung zuständig. Er war auch Wissenschaftler bei den Skylab- und Apollo-Sojus-Missionen. 
Als Experte für Strukturgeologie und Tektonik untersuchte er Bruch- und Faltungszonen insbesondere in Texas, der Türkei, Israel, Neuseeland und Guatemala und Salzstöcke in Texas und Louisiana, aber auch glaziale Geomorphologie in Neuengland. 1966 veröffentlichte er die Basement Map of the United States des US Geological Survey und 1992 bis 1996 die Tectonic Map of North America der American Association of Petroleum Geologists, deren George C. Matson Award (für beste Veröffentlichung) er 1965 erhielt. 1973 erhielt er die Medal for Exceptional Scientific Achievement der NASA und 1999 deren Public Service Medal. 1998 erhielt er den Best Paper Award der Structure/Tectonics Division der Geological Society of America und 1978 den Houston Oil and Mineral Corporation Faculty Excellence Award.
Nach ihm ist Big Muley benannt, eine Mondgesteinsprobe.